# John Calcraft

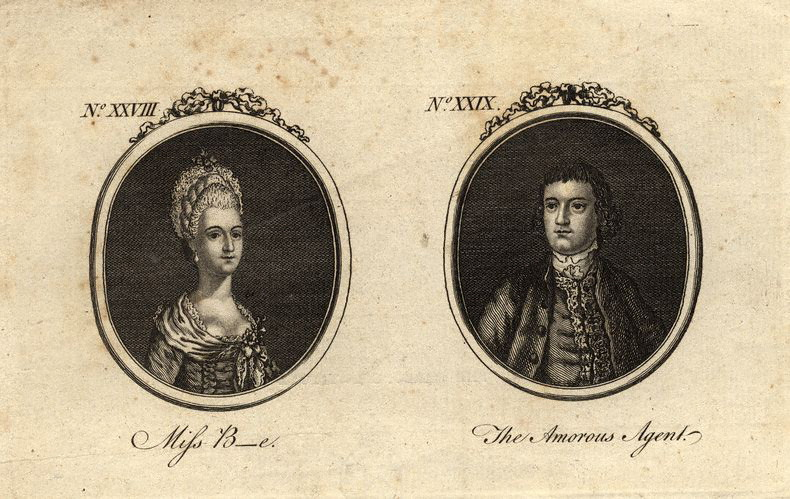
Double portrait de John Calcraft et d'Elizabeth Bride, avec qui il a eu une liaison de longue date

John Calcraft l'aîné (1726 - 23 août 1772), de Rempstone dans le Dorset et d'Ingress dans le Kent, est un agent de l'armée anglaise et un homme politique. 

## Carrière en affaires
Fils d'un avocat et greffier de la ville de Grantham, il entreprend une carrière d'entrepreneur dans l'armée sous le haut patronage du député de Grantham, le marquis de Granby, alors grand officier de l'armée, et d'un des dirigeants whig au Parlement, Henry Fox, à qui il est apparemment lié (La nature de la relation n’a jamais été clairement définie et des insinuations ont été faites sur le fait qu’il était le fils naturel de Fox). Calcraft est le payeur adjoint de l’armée du duc de Cumberland au moment du soulèvement jacobite de 1745, puis employé du Bureau de la Guerre (1747-1756), payeur des pensions de veuve (1757-1762) et sous-commissaire des dépendances (1756-1763). Tous ces postes offrent des possibilités d’enrichissement lucratives, légitimes ou moins. Il participe à la reconstruction de Horse Guards, passe des contrats pour livrer du charbon à Gibraltar et devient agent de nombreux régiments de l'armée. Il assume des responsabilités à la fois administratives et financières, et en 1761, il agit pour pas moins de 49 colonels et amasse une fortune considérable. 

## Carrière politique
En 1757, il achète un domaine à Rempstone, sur l'Île de Purbeck dans le Dorset, ce qui lui permet de d'avoir une influence sur trois arrondissements parlementaires voisins, Corfe Castle, Poole et Wareham. Il entreprend rapidement d'acheter d'autres propriétés qui augmentent son influence dans chaque arrondissement: il échoue pour Corfe Castle, mais acquiert suffisamment d'influence à Poole pour assurer l'élection de son frère, Thomas Calcraft, en 1761 et 1768, et obtient le contrôle complet de Wareham, qui reste un arrondissement de poche sous le contrôle de la famille Calcraft jusqu'à la réforme parlementaire de 1832. En 1760, il achète un autre domaine à Ingress, près de Dartford dans le Kent. 
Il est désormais l'un des personnages influents de la politique britannique dans les coulisses, travaillant main dans la main avec Fox, et est particulièrement impliqué dans les discussions relatives à la constitution d'un gouvernement à la suite de la chute de John Stuart (3e comte de Bute) en 1763. Mais à ce moment-là, il se brouille avec Fox, qui, selon lui, devrait renoncer au Pay Office, et devient plus étroitement associé à Shelburne et Pitt, et il est question de lui proposer une pairie irlandaise. Cependant, il perd son poste de commissaire adjoint aux affaires lorsque le groupe de Shelburne se joint à l'opposition à la fin de 1763 et le vindicatif Fox essaie de le faire renvoyer également de certains de ses organismes régimentaires; mais dans tous les cas, il se retire peu de temps après de ses activités et se concentre sur la recherche d’un siège au Parlement. En 1765, il acquiert Leeds Abbey dans le Kent et apporte des améliorations et des ajouts considérables à la maison et à son terrain. À sa mort en 1772, il la lègue avec le reste de ses domaines, à son fils aîné, John Calcraft . 
Une vacance survient à Rochester en novembre 1765 et Calcraft se présente comme candidat indépendant, mais est vaincu de peu par le candidat du gouvernement. Rochester est généralement considéré comme un arrondissement gouvernemental sûr, et un candidat moins riche n'aurait eu aucune chance. En avril de l'année suivante, cependant, il est élu député de Calne, l'un des arrondissements de Shelburne, et soutient le ministère de William Pitt l'Ancien à la Chambre. À la fin du Parlement, il obtient l'appui du gouvernement pour sa deuxième candidature à Rochester, où il est élu. Néanmoins, après la démission de Chatham, il vote avec l'opposition. Il est également un partisan enthousiaste de la réforme parlementaire. Il est mort en 1772. 

## Famille
Il épouse une femme, Bridget, en 1744, mais ils se séparent bientôt et il semble avoir été capable de cacher son existence, car en 1762, certains pensaient qu'il allait épouser une demoiselle Wriothesley; néanmoins, elle lui a survécu et revendique avec succès sa succession après son décès. Ils n'ont pas d'enfants de son mariage, mais il a des enfants illégitimes avec au moins deux autres femmes, George Anne Bellamy et Elizabeth Bride, toutes deux actrices. Il fait de John Calcraft le Jeune, son fils aîné de Mme Bride, son principal héritier. Le jeune Calcraft suit son père au Parlement, initialement en tant que député de Wareham. 